# Самарский карнавал
Карнавал проводится в Самаре с 2002 года в августе. Один из немногих гражданских карнавалов в России.
Особенность Самарского карнавала заключается в том, что посвящается он великой реке Волге и проходит по Волжскому проспекту, протянувшемуся вдоль её берега через всю историческую часть города. Здесь двигается карнавальное шествие и работают тематические площадки. В этот день власть в городе переходит к карнавальному народу во главе с Мэром карнавала, прообразом которому послужил отставной полковник Струков, живший в Самаре в первой половине XIX века, по имени которого назван старейший парк Самары — Струковский сад.
В 2007 году Самара стала членом Ассоциации европейских карнавальных городов (FECC).
В 2008 году карнавал не проводился по причине того, что Администрация города не смогла подобрать подходящий маршрут движения карнавальных колонн — улица Новосадовая и Горького были перекрыты из-за строительства метро и ремонта теплоцентрали.